# Mainvilliers, Loiret

Mainvilliers este o comună în departamentul Loiret din centrul Franței. În 1 ianuarie 2018 avea o populație de 266 de locuitori.